# Piccoli giganti/C'era una volta
Piccoli giganti/C'era una volta è il ventitreesimo 45 giri dei Matia Bazar, pubblicato dalla DDD nel 1992.

## Il disco
Esiste in due formati: singolo 7" a 45 giri e maxi singolo 12" remix a 33 giri.

## Piccoli giganti
Si classifica al 6º posto nella sezione Campioni del Festival di Sanremo 1992.
Visto il successo ottenuto al Festival con questa sesta partecipazione, la prima con Laura Valente come solista, strumentista e compositrice in formazione, il gruppo inserisce il brano come unico inedito sia nella successiva raccolta di successi Tutto il mondo dei Matia Bazar (1992), sia nelle ristampe a partire dal 1992 dell'album Anime pigre, che era stato pubblicato l'anno prima.
Sempre nel 1992, il brano partecipa al Festivalbar e ad alcune tappe del Cantagiro, manifestazione nella quale il gruppo si classifica secondo nella sezione "Big" con un esiguo distacco da Aleandro Baldi, dopo un serrato duello tappa a tappa, che aveva anche visto i Matia Bazar vincere la prima, a pari merito, proprio col vincitore della manifestazione.
Il brano inizia con la chitarra elettrica di Giorgio Cocilovo, la stessa del brano Alvin rock'n'roll, interpretato da Cristina D'Avena.
È udibile in una scena del film Parenti serpenti di Mario Monicelli (1992) nonché per pochi istanti, insieme ad altre canzoni, nello sketch di apertura dello spettacolo Tel chi el telùn di Aldo Giovanni e Giacomo (1999).

## C'era una volta
Estratto dall'album Anime pigre (1991).

## Tracce
Laura Valente firma con lo pseudonimo Lavalente.
Singolo 7" (DDD 115 233)

Edizioni musicali: DDD - La Drogueria di Drugolo, Fuego

Lato A
1. Piccoli giganti – 4:00 (testo: Aldo Stellita – musica: Lavalente, Sergio Cossu, Carlo Marrale)

Lato B
1. C'era una volta – 4:11 (testo: Aldo Stellita – musica: Lavalente)

Maxi singolo 12" remix 33 giri (DDD 007)

Lato A
1. Piccoli giganti (House version) – 5:08 (testo: Aldo Stellita – musica: Lavalente, Sergio Cossu, Carlo Marrale)
2. Piccoli giganti (Trival version) – 4:36

Lato B
1. Piccoli giganti (Techno Garage version) – 3:58
2. Piccoli giganti (Ambient Paradise) – 4:16

## Formazione

### Gruppo
- Laura Valente - voce solista, tastiere, chitarra acustica
- Sergio Cossu - tastiere
- Carlo Marrale - chitarre, voce
- Aldo Stellita - basso
- Giancarlo Golzi - batteria, percussioni

### Altri musicisti
- Giorgio Cocilovo - chitarra acustica, chitarra elettrica
- Silvia Valente - seconda voce in C'era una volta

## Classifiche
| Classifica (1992) | Posizione massima |
| ----------------- | ----------------- |
| Italia            | 10                |